# (246) Asporina
(246) Asporina est un astéroïde de la ceinture principale découvert par A. Borrelly le 6 mars 1885. Son nom fait référence à Asporina (ou Cybèle), une déesse d'Asie mineure.
(246) Asporina est un astéroïde de type A, donc riche (> 80 %) en olivine, au moins en ce qui concerne les roches de sa surface.